# International Lawn Tennis Challenge 1902
L'International Lawn Tennis Challenge 1902 è stata la seconda edizione di quella che oggi è conosciuta come Coppa Davis. Dopo l'interruzione del 1901 l'incontro viene giocato al Crescent Athletic Club di Brooklyn, New York, tra il 6 e l'8 agosto 1902 tra Stati Uniti e la Gran Bretagna.

## Risultati
| Stati Uniti 3 | Crescent Athletic Club, Brooklyn, New York, Stati Uniti 6–8 agosto 1902 Erba | Crescent Athletic Club, Brooklyn, New York, Stati Uniti 6–8 agosto 1902 Erba | Gran Bretagna 2 |      |     |     |     |  |
| \| \| \| \| 1 \| 2 \| 3 \| 4 \| 5 \| \| \| - \| \| ----------------------------------------------------------------- \| --- \| ---- \| --- \| --- \| --- \| \| \| 1 \| \| William Larned Reggie Doherty \| 6 2 \| 6 3 \| 3 6 \| 4 6 \| 4 6 \| \| \| 2 \| \| Malcolm Whitman Joshua Pim \| 6 1 \| 6 1 \| 1 6 \| 6 0 \| \| \| \| 3 \| \| William Larned Joshua Pim \| 6 3 \| 6 2 \| 6 3 \| \| \| \| \| 4 \| \| Malcolm Whitman Reggie Doherty \| 6 1 \| 7 5 \| 6 4 \| \| \| \| \| 5 \| \| Dwight F. Davis / Holcombe Ward Laurence Doherty / Reggie Doherty \| 6 3 \| 8 10 \| 3 6 \| 4 6 \| \| \| |                                                                              |                                                                              |                 |      |     |     |     |  |
| |                                                                              |                                                                              | 1               | 2    | 3   | 4   | 5   |  |
| 1 | Stati Uniti (bandiera) · Gran Bretagna (bandiera)                            | William Larned Reggie Doherty                                                | 6 2             | 6 3  | 3 6 | 4 6 | 4 6 |  |
| 2 | Stati Uniti (bandiera) · Gran Bretagna (bandiera)                            | Malcolm Whitman Joshua Pim                                                   | 6 1             | 6 1  | 1 6 | 6 0 |     |  |
| 3 | Stati Uniti (bandiera) · Gran Bretagna (bandiera)                            | William Larned Joshua Pim                                                    | 6 3             | 6 2  | 6 3 |     |     |  |
| 4 | Stati Uniti (bandiera) · Gran Bretagna (bandiera)                            | Malcolm Whitman Reggie Doherty                                               | 6 1             | 7 5  | 6 4 |     |     |  |
| 5 | Stati Uniti (bandiera) · Gran Bretagna (bandiera)                            | Dwight F. Davis / Holcombe Ward Laurence Doherty / Reggie Doherty            | 6 3             | 8 10 | 3 6 | 4 6 |     |  |